# George Sheldon
George Herbert Sheldon (17. maj 1874 - 25. november 1907) var en amerikansk udspringer som deltog i OL 1904 i St. Louis.
Sheldon blev olympisk mester i udspring under OL 1904 i St. Louis. Han vandt i Tårnspring-konkurrencen.